# Cosmopterix saltensis
Cosmopterix saltensis là một loài bướm đêm thuộc họ Cosmopterigidae. Loài này có ở Argentina (Salta).
Cá thể trưởng thành được ghi nhận vào tháng 1.